# Província de Cotopaxi
Cotopaxi és una de les 22 províncies de l'Equador. Està situada a la zona central del país, a la fossa oriental del Patate. La seva capital és Latacunga, la població és de 349.540 habitants (2001), 100.000 dels quals en assentaments urbans, i la seva superfície és de 6.008 km².
La ramaderia d'aquesta província és una de les més importants del país, especialment de boví i oví. En el seu territori es troba el Parc Nacional Cotopaxi, amb el volcà Cotopaxi, i la Reserva Ecològica Los Illinizas. Als pobles de Saquisilí i Pujilí se celebren importants mercats tradicionals.
La província consta de set cantons (la localitat principal entre parèntesis):
- La Maná (La Maná)
- Latacunga (Latacunga)
- Pangua (El Corazón)
- Pujilí (Pujilí)
- Salcedo (San Miguel)
- Saquisilí (Saquisilí)
- Sigchos (Sigchos)